# 72-й отдельный гвардейский тяжёлый танковый полк
72-й гвардейский отдельный тяжёлый танковый полк — гвардейское формирование (тяжёлый танковый полк, воинская часть) БТиМВ Красной Армии (РККА) ВС Союза ССР, в Великой Отечественной войне.
Полное действительное наименование, по окончании Великой Отечественной войны — 72-й гвардейский Львовский Краснознамённый орденов Суворова, Кутузова, Богдана Хмельницкого и Александра Невского отдельный тяжёлый танковый полк. Сокращённое действительное наименование, применяемое в рабочих документах — 72 гв.оттп.

## История
Полк тяжёлых танков сформирован на Воронежском фронте, в декабре 1942 года, на базе 475-го отдельного танкового батальона 60-й армии, как отдельный танковый полк прорыва. В январе 1943 года в составе 60-й, затем 69-й армии участвовал в Острогожско-Россошанской наступательной операции, а в первой половине февраля — в наступлении Воронежского фронта на харьковском направлении. В феврале 1943 года полк получил действительное наименование 262-й отдельный танковый полк прорыва. В конце марта был передан 64-й армии и в её составе вёл боевые действия до мая 1943 года.
В начале мая переподчинён 7-й гвардейской армии, в составе которой в июле — августе участвовал в битве под Курском. В ноябре 1943 года был выведен в резерв Ставки ВГК.
В феврале 1944 года, за мужество и героизм личного состава проявленные в боях против немецко-фашистских захватчиков, был удостоен почётного звания  гвардейский, получил новый войсковой №, и переформирован в 72-й отдельный гвардейский тяжёлый танковый полк с укомплектованием его тяжёлыми танками и самоходными артиллерийскими установками.
В середине апреля гвардейское танковое формирование было включёно в 18-ю армию 1-го Украинского фронта, в мае передан 10-му гвардейскому танковому корпусу 4-й танковой (с 17 марта 1945 года 4-я гвардейская танковая) армии, в составе которых действовал до конца войны. В Львовско-Сандомирской операции 1944 полк поддерживал наступление 63-й гвардейской танковой и 29-й гвардейской мотострелковой бригад.
За отличие в боях при освобождении города Львов был удостоен почётного наименования Львовский (10 августа 1944 года). Мастерское владение вооружением и военной техникой, высокое мужество и отвагу показали гвардейцы-танкисты в завершающих операциях ВС СССР в Великой Отечественной войне.
В Сандомирско-Силезской наступательной операции гвардейский полк отличился в боях в районе города Пиотркув (Петроков), за что был награждён орденом Красного Знамени (19 февраля 1945 года).
За образцовое выполнение боевых заданий командования в Верхне-Силезской наступательной операции награждён орденами Богдана Хмельницкого 2-й степени и Кутузова 3-й степени (26 апреля 1945).
В Берлинской наступательной операции за отличие в боях при ликвидации группировки немецко-фашистских войск юго-восточнее Берлина удостоен ордена Александра Невского, а за боевые отличия в Пражской наступательной операции — ордена Суворова 3-й степени (4 июня 1945 года).
За доблесть и отвагу, проявленные в ходе Великой Отечественной войны, сотни воинов полка были награждены орденами и медалями.
В боях с немецко-фашистскими захватчиками особенно отличился командир орудия танка ИС-2 старшина М.А.Мазурин, который уничтожил и подбил 21 вражеский тяжёлый танк. В бою на подступах к переправе через реку Бобер (Бубр) в районе Загана 13 февраля 1945 года он был ранен, но не покинул танка и, продолжая сражаться, огнём из пушки и пулемёта уничтожил несколько бронетранспортёров и десятки фашистских солдат и офицеров. За высокое боевое мастерство, смелость и отвагу М.А.Мазурин удостоен звания Героя Советского Союза.

## Состав
262-й отдельный тяжёлый танковый полк прорыва, в 1942 году, по ОШС имел 21 тяжёлый танк, 214 человек личного состава и состояли из:
- управление (один КВ-1);
- четыре танковые роты (по пять единиц КВ-1 в роте);
- рота технического обслуживания.

## Награды  и наименование
- «Гвардейский»
- «Львевский» За освобождение Львова полк был удостоен почётного наименования Львовский
- орден Красного Знамени	Указ Президиума ВС СССР от 19.02.1945. За образцовое выполнение заданий командования в боях с немецкими захватчиками, за овладение городом Пиотркув (Петроков) и проявленные при этом доблесть и мужество
- орден Богдана Хмельницкого II степени	Указ Президиума ВС СССР от 26.04.1945.	За образцовое выполнение заданий командования в боях при прорыве обороны немцев и разгроме войск противника юго-западнее Оппельн и проявленные при этом доблесть и мужество.
- орден Суворова III степени	Указ Президиума ВС СССР от 04.06.1945.	За образцовое выполнение заданий командования в боях с немецкими захватчиками при освобождении города Праги и проявленные при этом доблесть и мужество.
- орден Кутузова III степени	Указ Президиума ВС СССР от 26.04.1945.	За образцовое выполнение заданий командования в боях с немецкими захватчиками при овладении городами Ратибор, Бискау и проявленные при этом доблесть и мужество.
- орден Александра Невского (СССР)	Указ Президиума ВС СССР от 04.06.1945.	За образцовое выполнение заданий командования в боях с немецкими захватчиками при ликвидации группы немецких войск, окружённой юго-восточнее Берлина и проявленные при этом доблесть и мужество.

## Командный состав полка
Полком командовали:
- подполковник А. Ф. Караван (декабрь 1942 — март 1943),
- полковник И. И. Айзенберг (апрель — ноябрь 1943),
- майор Н. К. Щенков (ноябрь — декабрь 1943),
- подполковник, гвардии подполковник А. Д. Табелев (январь 1944 — январь 1945),
- гвардии подполковник Костин Михаил Данилович (январь — март 1945),
- гвардии подполковник А. А. Дементьев (март 1945 — до конца войны);
- Начальники штаба полка
- на 04.1944, 05.1944, 07.1944, 01.1945	Костин Михаил Данилович, майор, гв. майор, гв. подполковник
- Заместитель командира полка по строевой части
- на 04.1944 Разрядов Виктор Иванович, подполковник

## Герои Советского Союза
- Козлов Пётр Алексеевич, командир роты танков КВ отдельного гвардейского танкового полка прорыва.